# Stenophylax quadriguttatus
Stenophylax quadriguttatus is een schietmot uit de familie Limnephilidae. De soort komt voor in het Palearctisch gebied.